# Peter Heinrich Keulers
Peter Heinrich Keulers (auch: Peter H. Keulers, Pseudonym: Hermann Förster, * 15. März 1896 in Alsdorf/Landkreis Aachen; † 30. August 1963 in Hiltrup/Westfalen) war ein deutscher Journalist und Schriftsteller.

## Leben
Peter Heinrich Keulers besuchte die Volksschule in Alsdorf, eine Klosterschule in Knechtsteden und ein Gymnasium in Aachen. Er studierte u. a. Musikwissenschaft an den Universitäten in Bonn, München und Münster. 1923 promovierte er in Bonn zum Doktor der Philosophie. Anschließend war er als Journalist in Essen tätig, u. a. als Chefredakteur der Essener Volks-Zeitung. Nach 1945 lebte er in Hiltrup bei Münster.
Peter Heinrich Keulers verfasste neben seiner journalistischen Arbeit
erzählende Werke (darunter auch unter Pseudonym erschienene Unterhaltungsromane), Theaterstücke und Benimmratgeber.

## Werke
- Versuch einer Analyse des Schuld- und Strafbewußtseins, Bonn 1923
- Das Herz in der Faust, Essen 1930
- Skandal um Sylvia, Dortmund 1937 (unter dem Namen Hermann Förster)
- In deinen Augen steht mein Bild, Düsseldorf-Ratingen 1938
- Die Nacht ohne Zeugen, Düsseldorf 1938 (unter dem Namen Hermann Förster)
- Die Leistungsschule, Essen 1941
- Das Buch der Freude, Essen 1942
- Wie benehme ich mich?, Bonn 1950
- Die Mühlhofbäuerin, München 1951
- Die Krippe der Eintracht, München 1960